# Heimat (film)
Heimat è un film del 1984 diretto dal regista tedesco Edgar Reitz. È diviso in 11 episodi. Racconta la storia della famiglia Simon e di Schabbach, villaggio immaginario dell'Hunsrück (la regione della Germania in cui è nato il regista). Le vicende private dei protagonisti si intrecciano con gli avvenimenti della storia della Germania nel periodo che va dal 1919 al 1982.

## Sinossi

### Ep.1 - Nostalgia di terre lontane (1919-1928)
Durata: 2h
1919. Paul Simon, reduce della prima guerra mondiale, torna al villaggio natale di Schabbach e ricomincia a vivere con la sua famiglia (i genitori Mathias e Katharina, i fratelli Eduard e Pauline), coltivando la passione della radio. Non riesce tuttavia a reintegrarsi nello stile di vita del villaggio e per questo si sente affine ad Apollonia, una zingara, della quale si innamora. Ma Apollonia se ne va dal villaggio e Paul sposa Maria, figlia del ricco borgomastro. Nascono due figli: Anton e Ernst. Un giorno, nel 1928, Paul dice di uscire a bere una birra e non fa più ritorno a casa.

### Ep.2 - Il centro del mondo (1929-1933)
Durata: 1h e 30min
Paul sbarca a Ellis Island, negli Stati Uniti, in cerca di fortuna.
Nel frattempo le cose sembrano andare sempre meglio per la famiglia Simon e per la Germania: Pauline e suo marito iniziano ad arricchirsi, Eduard, a Berlino per una cura ai polmoni, si sposa con Lucie, una donna ambiziosa che gestisce un bordello. Il regime nazista sembra aprire una nuova epoca di prosperità alla Germania. Solo Katharina è scettica in questo clima di ottimismo e continua a ripetere che tutti si stanno coprendo di debiti che prima o poi dovranno pagare. Un'epidemia di difterite e le prime repressioni naziste sono i segnali inquietanti che sembrano darle ragione.

### Ep.3 - Natale come mai fino allora (1935)
Durata: 1h
Grazie all'insistenza della moglie Lucie, Eduard è entrato a far parte del partito nazista, diventa borgomastro di un villaggio e si fa costruire una lussuosa villa. Wilfried Wiegand, il fratello minore di Maria, torna da Berlino dove è diventato un fervente ufficiale delle SS. Grazie al suo intervento, Lucie e Eduard ospitano nella loro villa tre importanti gerarchi nazisti di passaggio, Rosenberg, Frick e Ley, che si fermano solo poche ore infrangendo i sogni di gloria di Lucie.

### Ep.4 - Reichshöhenstraße - Via delle Alture del Reich (1938)
Durata: 1h
Durante la costruzione di una nuova strada che passa per l'Hunsrück Maria ha una relazione con Otto Wohlleben, un ingegnere dell'Organizzazione Todt che ospita a casa sua. Otto aiuta il piccolo Ernst, che ha la passione del volo, a costruire alianti, mentre Anton, l'altro figlio di Maria e Paul, sviluppa la passione della fotografia, seguendo le orme di suo zio Eduard.

### Ep.5 - Scappato via e ritornato (1938-1939)
Durata: 1h
Arriva una lettera di Paul dall'America. Dice di aver fatto fortuna con una fabbrica di materiali elettrici e di voler tornare a casa a visitare la famiglia. Maria, confusa, caccia via Otto. La nave sulla quale si trova Paul arriva in porto, ma senza il certificato di appartenenza alla razza ariana Paul non può mettere piede a terra. Wilfried e Eduard cercano inutilmente di ottenerlo in tempi rapidissimi, e la nave riparte senza che Paul sia riuscito a scendere. L'episodio termina con la dichiarazione di guerra di Hitler che dà avvio alla seconda guerra mondiale.

### Ep.6 - Fronte interno (1943)
Durata: 1h
Anton è sul fronte russo, Ernst sta seguendo il corso per diventare aviatore, mentre Otto è diventato artificiere. Maria nel frattempo ha avuto un figlio da lui. Katharina rinfaccia continuamente a Wilfried il fatto di essere l'unico rimasto al sicuro in paese, dove fa il gradasso prendendosela con i prigionieri francesi che aiutano le donne nel lavoro. Wilfried ribatte che si deve occupare del “fronte interno”. A Schabbach arriva Martha, la fidanzata di Anton che aspetta un figlio da lui. I due si sposano per procura; dopo la cerimonia Ernst passa sul paese in aereo e lascia cadere un mazzo di fiori per la sposa.

### Ep.7 - L'amore dei soldati (1944)
Durata: 1h
Anton, al fronte, diventa assistente cineoperatore. Otto torna a Schabbach e conosce finalmente suo figlio. La notte ha una lunga conversazione con Maria. Il giorno seguente Otto muore mentre tenta di disinnescare una bomba inesplosa. La guerra volge al termine, i soldati americani arrivano a Schabbach.

### Ep.8 - L'americano (1945-1947)
Durata: 1h e 40min
Gli americani hanno installato il loro quartier generale nella villa di Eduard e Lucie, la quale cerca di ingraziarseli continuamente. Paul all'improvviso torna dall'America. Organizza una festa per la gente del villaggio, che lo accoglie calorosamente, mentre Maria lo considera ormai un estraneo e lo tiene a distanza. Arriva a casa Klara, una ragazza che dice di essere stata mandata lì da Ernst, che dopo essere stato in prigionia in Francia dovrebbe tornare a casa. In realtà Ernst non ha intenzione di tornare e girovaga con un'altra donna cercando di fare affari. Anton, invece, torna al villaggio dopo aver camminato per cinquemila chilometri dalla Russia. Katharina muore e Paul riparte per l'America. Anton rivela a Martha di voler costruire una fabbrica di materiali ottici, con i brevetti che ha ideato durante la sua lunghissima camminata.

### Ep.9 - Il piccolo Hermann (1955-1956)
Durata: 2h e 20min
Anton ha messo in piedi una fiorente fabbrica di attrezzature ottiche e Ernst lavora per il ricco suocero trasportando legname in elicottero. Il giovane Hermann frequenta ancora il liceo, si definisce esistenzialista e passa il tempo in discussioni filosofiche con gli amici, suonando jazz e scrivendo poesie. Ancora minorenne, ha un'appassionata storia d'amore con Klara, di undici anni più grande di lui, che lavora per la fabbrica di Anton. Quando lei scopre di aspettare un figlio da Hermann scappa dal paese per abortire e continua a vedere il ragazzo in segreto. Quando la famiglia intercetta una lettera di Klara e scopre la relazione, i due fratelli maggiori si dividono: Anton la condanna severamente mentre Ernst, che nel frattempo ha perso il lavoro e la moglie, difende Hermann e Klara, che lui stesso aveva portato nella casa di famiglia dopo la guerra. La sera di capodanno Hermann ruba la macchina di suo fratello Anton per passare la notte con Klara. Il mattino successivo lei rivela di aver ricevuto una lettera di Anton che minaccia di denunciarla se continua a vedere il ragazzo. Klara parte per un altro paese e prega Hermann di non cercarla mai più.

### Ep.10 - Gli anni ruggenti (1967-1969)
Durata: 1h e 20min
Una multinazionale offre ad Anton 60 milioni per comprare la sua fabbrica e tutti i suoi brevetti. Anton decide di chiedere consiglio a suo padre e scopre che si trova già in Germania, dove sta aiutando Hermann, che dopo aver studiato in giro per il mondo è diventato compositore, a preparare il suo primo concerto per la radio. Paul consiglia a Anton di vendere tutto, e gli rivela di aver venduto egli stesso la sua fabbrica alla IBM due anni prima. Ernst nel frattempo ha messo in piedi un'azienda che rimoderna le antiche case di campagna secondo la moda del momento, prendendosi gli arredi antichi che poi rivende per ville di lusso. Anton decide di non vendere la fabbrica. Il villaggio si raduna per ascoltare alla radio il primo concerto di Hermann, ma rimangono allibiti dal miscuglio sperimentale di strumenti classici e suoni elettronici distorti. Ascoltando questa musica Maria capisce quanto suo figlio si sia ormai allontanato da lei.

### Ep.11 - La festa dei vivi e dei morti (1982)
Durata: 1h e 40min
Tutta la famiglia Simon si riunisce a Schabbach per il funerale di Maria, e per tutti è un'occasione di ripercorrere gli anni passati. Vediamo in flashback la festa dei 70 anni di Maria e poi, tornati al presente, ci si ricongiunge, attraverso la morte del narratore Glasisch, a tutti i personaggi passati a miglior vita, che osservano i loro cari continuare la propria esistenza durante la festa di Schabbach.

## Produzione e distribuzione
Girato in parte in bianco e nero per le scene diurne, in parte a colori per le scene notturne, fu presentato in anteprima alla 41ª Mostra internazionale d'arte cinematografica di Venezia nell'agosto 1984, ottenendo un grandissimo successo di critica. Dopo poche settimane fu mandato in onda per la prima volta dalla televisione tedesca, a partire dal 16 settembre, fino al 14 novembre 1984. È stato seguìto da Heimat 2 - Cronaca di una giovinezza (1992) e Heimat 3 - Cronaca di una svolta epocale (2004). Nel 2013 esce il prequel L'altra Heimat - Cronaca di un sogno.